# Гампер, Жоан
Жоа́н Гампе́р (кат. Joan Gamper), при рождении Ханс-Макс Га́мпер (нем. Hans-Max Gamper; 22 ноября 1877, Винтертур, Швейцария — 30 июля 1930, Барселона, Испания) — швейцарский спортсмен, основатель футбольного клуба «Барселона», её игрок и президент. Также считается одним из инициаторов создания швейцарских футбольных клубов «Цюрих» и «Базель» (капитаном которого он являлся).

## Ранние годы
Ханс-Макс Гампер (девичья фамилия его матери — Хессиг (нем. Hässig) — периодически указывается в испанских источниках) родился в Винтертуре, Швейцария. Он был старшим сыном и третьим из пяти детей, родившихся у Гампера-старшего и Розины Эммы Хессиг. Мать умерла от туберкулеза, когда ему было восемь лет, и скорбящая семья переехала в Цюрих. Уже в раннем возрасте Гампер был ярым велосипедистом и бегуном. На протяжении всей своей жизни он был любителем многих видов спорта. Кроме футбола, он играл в регби, теннис и гольф. Однако в Швейцарии он прославился как футболист и бессменный капитан клуба «Базель». В 1897 году ему довелось работать во Франции; в Лионе он играл за регбийный клуб.

## Основание «Барселоны»
В 1898 году Гампер собрался в Африку, осваивать бизнес по торговле сахаром, но по пути решил навестить своего дядю Эмили Гейссерта, жившего в Барселоне, и влюбился в испанский город, решив остаться в нём навсегда. Позднее он сменил своё имя на каталонский его вариант, Жоан Гампер. Стал работать бухгалтером в крупной железнодорожной компании и писать спортивные статьи для двух швейцарских газет. Присоединился к местной евангелической швейцарской церкви и начал играть в футбол в местной протестантской общине в районе Сарриа-Сант Герваси. Гампер также помогал издавать журнал «Los Deportes».

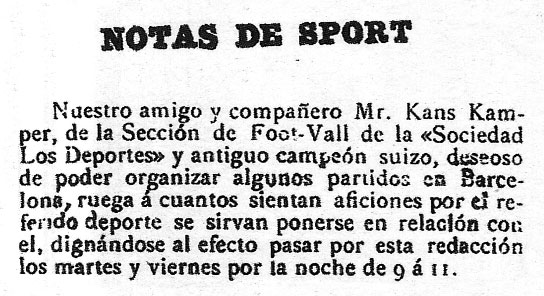
Текст объявления в «Los Deportes»

22 октября 1899 года Гампер поместил объявление в еженедельнике «Los Deportes», объявив о своем желании создать футбольный клуб.
«Наш друг и товарищ мистер Канс Кампер из футбольного отделения "Спортивного общества", бывший чемпион Швейцарии, желая иметь возможность организовать несколько матчей в Барселоне, просит всех, кто увлечён вышеупомянутым видом спорта, связаться с ним, соблаговолив явиться в нашу редакцию по вторникам и пятницам c 9 до 11 утра».
На объявление откликнулись швейцарские, британские, каталонские и испанские любители футбола, изъявив желание стать учредителями: Вальтер Вильд, Луис д’Оссо, Бартомеу Террадас, Отто Кунцль, Отто Майер, Энрик Дукаль, Пере Кабот, Карлес Пуйоль, Жозеп Льобет и его новые знакомые Джон и Уильям Парсонсы. Именно так и начиналась история великого футбольного клуба «Барселона».
29 ноября того же года в спортивном зале «Gimnasio Solé» состоялись выборы президента (Вальтер Уайльд), секретаря (Луис Оссо), казначея (Бартоломеу Террадас) и капитана (Жоан Гампер). При этом из-за большого количества британцев клуб получил название Football Club Barcelona (оригинальная английская версия) вместо испанского названия Club de Futbol Barcelona.
Хоть Гампер являлся движущей силой в клубе, первоначально он выбрал роль члена правления и капитана клуба — ему было всего 22 года, и он просто хотел полностью отдаться игре, которую любил. Он сыграл 48 матчей за «Барселону» в периоде между 1899 и 1903 годами, забив более 100 мячей. Его товарищем по команде стал англичанин Артур Витти. В 1901 году команда выиграла свой первый трофей — Кубок Макайя, позже переименованный в чемпионат Каталонии. По ходу розыгрыша «Барселона» разгромила «Франко Эспаньол» со счетом 13-0, а сам Гампер в той встрече забил 9 мячей. Немного позже, 13 мая следующего года, состоялось первое в истории Эль-Класико между «Барселоной» и «Мадридом», выигранное «Барселоной» со счётом 3-1.
В 1902 году клуб участвовал в самом первом розыгрыше Кубка Испании по футболу, потерпев поражение 2-1 от «Клуба Бискайя» (впоследствии переименованный в «Атлетик Бильбао»).

## Статистика выступлений за «Барселону»
| Клуб             | Сезон            | Чемпионат Каталонии | Чемпионат Каталонии | Прочие | Прочие | Итого | Итого | Товарищеские матчи | Товарищеские матчи | Всего | Всего |
| Клуб             | Сезон            | Игры                | Голы                | Игры   | Голы   | Игры  | Голы  | Игры               | Голы               | Игры  | Голы  |
| ---------------- | ---------------- | ------------------- | ------------------- | ------ | ------ | ----- | ----- | ------------------ | ------------------ | ----- | ----- |
| Барселона        | 1899/00          | -                   | -                   | -      | -      | 0     | 0     | 7                  | 8                  | 7     | 8     |
| Барселона        | 1900/01          | 6                   | 31                  | -      | -      | 6     | 31    | 5                  | 11                 | 11    | 42    |
| Барселона        | 1901/02          | 8                   | 19                  | 2      | 1      | 10    | 20    | 5                  | 13                 | 15    | 33    |
| Барселона        | 1902/03          | 12                  | 30                  | 0      | 0      | 12    | 30    | 6                  | 11                 | 18    | 41    |
| Барселона        | 1903/04          | 1                   | 0                   | 0      | 0      | 1     | 0     | 1                  | 0                  | 2     | 0     |
| Барселона        | 1904/05          | 0                   | 0                   | 0      | 0      | 0     | 0     | 1                  | 1                  | 1     | 1     |
| Барселона        | 1912/13          | 1                   | 1                   | 0      | 0      | 1     | 1     | 0                  | 0                  | 1     | 1     |
| Всего за карьеру | Всего за карьеру | 28                  | 81                  | 2      | 1      | 30    | 82    | 25                 | 44                 | 55    | 126   |

Источник:
- Hans Max Gamper stats (англ.). FC Barcelona Players. Дата обращения: 8 августа 2025.

## Президентство в клубе
В 1908 году Жоан Гампер впервые стал президентом ФК «Барселона». Он принял председательство, так как клуб был на грани развала. Некоторые из лучших игроков клуба повесили бутсы на гвоздь и им не удавалось найти замену. Вскоре это начало влиять на поведение клуба на поле и вне его. Клуб не выигрывал ничего с 1905 года и в результате начались финансовые проблемы. Именно в 1905 году Гампер решил взять ситуацию под свой контроль и выставил кандидатуру на президентских выборах. Именно тогда он произнёс слова, ставшие символом возрождения клуба:
«Футбольный Клуб «Барселона» не может умереть. И не умрет. Если сейчас никто не пожелает заняться делами клуба, это сделаю я, самолично. Уверен, что меня поддержат те, кто во мне не сомневался даже тогда, когда футбол вообще казался ненормальным делом. С этого дня я хочу забыть те несправедливость и обман, которые заставили меня отойти от дел клуба, и хочу бороться за то, чтобы однажды мы вновь, все вместе, встали на ноги…»
Жоан Гампер становился президентом клуба пять раз (1908-09, 1910-13, 1917-19, 1921-23 и 1924-25) и провел, в общей сложности, 25 лет у руля «Барселоны».
Одним из его самых главных достижений является помощь «Барселоне» в приобретении своего собственного стадиона. До 1909 года команда играла на различных полях, но ни одно из них не являлось собственностью клуба. Гампер добился привлечения средств у местных компаний и 14 марта 1909 года они переехали на стадион «Карьера Индустриа» вместимостью 6000 человек. Также он продолжил кампанию по привлечению новых членов клуба, и к 1922 в клубе было более 10000 человек. Это позволило переехать клубу, на стадион Лес Кортс. Изначально его вместимость составляла 20000 мест, но позже его значительно расширили до 60000 мест.
Гампер также взял в команду легендарного игрока Паулино Алькантару и клуб постоянно становился первым по забитым мячам, а в 1917 году, менеджером назначен Джек Гринуэлл. Это качественно улучшило игру команды.
В эпоху Гампера «Барселона» одиннадцать раз выиграла Чемпионат Каталонии, взяла шесть Кубков Испании и четыре Кубка Пиренеев. Благодаря таланту Гринуэлла, кроме Алькантары, в той команде проявили себя Сагибарба, Рикардо Самора, Хосеп Самитьер, Феликс Сесумага и Франц Платко.

## Изгнание и самоубийство
24 июня 1925 года диктатор Примо де Ривера обвинил Гампера в содействии каталонскому национализму, в результате чего стадион Лес Кортс был закрыт на три месяца за то, что освистывал гимн Испании и приветствовал британский гимн. После этих событий Жоан Гампер потерял свой былой энтузиазм, и состояние его здоровья резко ухудшилось.
Спустя некоторое время власти страны всё же позволили ему вернуться обратно в Барселону, но при определённых условиях:
В качестве условия  его возвращения, ему запретили любые контакты с клубом. В результате ему было очень трудно справиться с этой ситуацией и он впал в депрессию. Прошло пять страшных лет, которые в итоге привели его к смерти в 1930 году. Великая депрессия 1929 года  разрушила его окончательно.
Жоан Гампер застрелился 30 июля 1930 года.
Похоронен на Монжуикском кладбище (кат. Cementiri de Montjuïc) в Барселоне.

## Память
В 1955 году руководство ФК «Барселона» предложило назвать строящийся «Камп Ноу» в честь Жоана Гампера, но диктатура Франко резко пресекла эту попытку. Историк клуба Мануэль Томас выделяет следующие причины:
"Диктатура Франко решительно выступает против этого решения так как он был иностранцем, покончившим жизнь самоубийством, исповедовавшим протестантизм будучи масоном, при этом придерживался  либеральной идеологии и был сторонником  каталанского языка. Таким образом, он  разговаривал на каталанском  и даже изменил своё имя Ганс на каталонское Жоан. Жоан Гампер был запретной темой".
Позднее в городе появилась улица им. Ж. Гампера в районе Лес Кортс, а клуб навечно закрепил членский билет № 1 за его именем.
В 1966 году президент Энрик Льяудет организовал розыгрыш Кубка Жоана Гампера, который в последние годы добился значительной международной репутации, и розыгрыш которого традиционно открывает сезон на «Камп Ноу». В августе 2004 года «Барселона» вошла в Книгу рекордов Гиннесса, развернув самый большой в мире стяг (флаг Каталонии) в розыгрыше Кубка Гампера (соперником выступал итальянский «Милан»). Полосатое полотнище из несгораемой ткани площадью в 13108 м² побило предыдущий рекорд — 12000.
1 июня 2006 года руководство «Барселоны» торжественно открыло в Сант Жоан Деспи (Sant Joan Despí) спортивный комплекс Сиутат Эспортива Жоан Гампер.
Также одной из главных особенностей ФК «Барселона» является его многоплановость, что проявляется в существовании множества различных секций, именно каким его и задумывал Гампер.

## Достижения в качестве игрока «Барселоны»
- 1 Кубок Макайи 1901-1902
- 1 Кубок Барселоны 1902-1903